# Rebelião de escravizados no Engenho de Santana
A rebelião de escravizados no Engenho de Santana foi uma rebelião de pessoas escravizadas na região de Ilhéus, no sul da Bahia, ocorrida em 1789, durante o período do Brasil Colônia. Trata-se de um levante excepcional na história da escravidão colonial, diante das dificuldades que as expedições militares tiveram em conter o movimento, os próprios cativos propuseram um "Tratado de Paz" ao senhor da propriedade, estipulando cláusulas com condições para o retorno ao engenho e à servidão.
O documento, intitulado “Tratado proposto a Manuel da Silva Ferreira pelos seus escravos durante o tempo em que se conservaram levantados”, foi direcionado ao então proprietário do Engenho de Santana, Manoel da Silva Ferreira. A fazenda havia sido anteriormente expropriada pela Coroa portuguesa, sendo adquirida por Manoel em 1770. Sob sua administração, o engenho passou por um processo de expansão produtiva e organizacional. Em seu auge, contava com cerca de 300 pessoas escravizadas, em grande parte crioulos nascidos no Brasil, cuja força de trabalho era explorada intensamente. A revolta envolveu uma parte significativa desse contingente, tornando-se um marco singular de resistência coletiva e negociação no contexto da escravidão.

## Contexto
O século XVIII, foi marcado por transformações significativas no Império Português. A historiografia recente destaca a importância das interações sociais entre diferentes grupos (aristocracia, africanos, comerciantes, escravos) e a necessidade de repensar a ideia de um Estado absolutista, valorizando as negociações entre o poder central e as elites locais. As hierarquias sociais, baseadas em prestígio e etiquetas, e as diversas concepções de mundo dos grupos que compunham essa sociedade também são ressaltadas.
A economia baiana era complexa e não se restringia à produção de açúcar. A relação entre o litoral e o sertão, por exemplo, era fundamental para o abastecimento da colônia. Desde o século XVI, a Baía de Todos os Santos se destacava, com um dinâmico comércio entre Salvador e as ilhas próximas. No entanto, a região também sofria com invasões e ataques. O Recôncavo Baiano, com suas terras férteis, especializou-se em diferentes produções: cana-de-açúcar, tabaco e gêneros de subsistência. Ao longo dos séculos XVI e XVII, a produção de açúcar se consolidou como atividade hegemônica, sendo Salvador e o Recôncavo como principais centros.
A historiografia tradicional muitas vezes retratou Ilhéus como uma região periférica e pobre, visão que vem sendo revista por pesquisas recentes. Ilhéus, desde o início da colonização, teve momentos de destaque na produção de açúcar, mas também passou por períodos de declínio. A região mantinha relações comerciais com outras áreas da Bahia e possuía atividades econômicas importantes, como a produção de alimentos e a extração de madeira.
As práticas de alforria também nos revelam aspectos importantes da vida escrava em Ilhéus e do contexto escravista, a conquista da liberdade era um objetivo para muitos escravizados, alcançado por diferentes meios. As cartas de alforria podiam ser concedidas por senhores, muitas vezes em testamento, ou compradas pelos próprios escravos, inserindo uma sensação de mobilidade social limitada. Isso trouxe uma imagem para os cativos que se caso fossem disciplinados e obedientes, poderiam alcançar esse status de forma mais fácil. Havia também alforrias condicionais, que estabeleciam exigências para a manutenção da liberdade. É a partir desses documentos que é possível compreender as estratégias dos escravos, suas redes de apoio e as características da sociedade escravista local.

## O Engenho de Santana

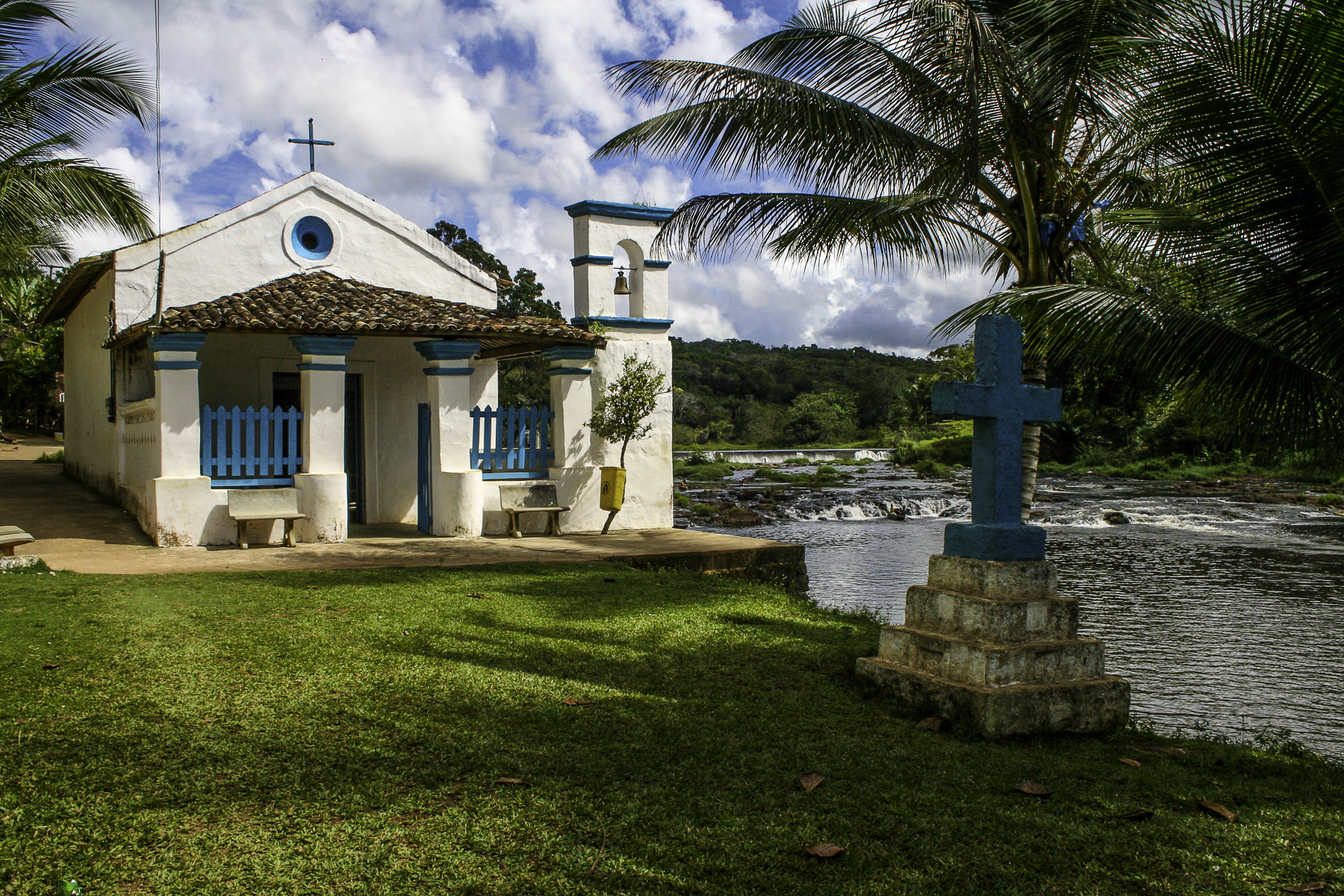
Capela de Santana em 2009

O Engenho Santana, situado no município de Ilhéus, na Bahia, era um latifúndio de grande importância, fundado no século XVI. Sua história remonta ao início da colonização do Brasil, quando a região ainda estava distante dos grandes centros de poder político e econômico. Esse isolamento geográfico, no entanto, não impediu que o engenho se tornasse um dos marcos da economia açucareira no Brasil colonial. O nome do engenho, assim como outros aspectos de sua administração e desenvolvimento, reflete as transformações pelas quais a região passaria ao longo dos séculos.
Embora há questionamentos sobre a fundação do Engenho de Santana, sabemos que o local foi estabelecido no século XVI pelo governador Mem de Sá, o local passou a pertencer ao ausente Conde de Linhares e, após a morte de sua esposa e herdeira, Dona Felipa de Sá, foi transferido para o Colégio Jesuíta de Santo Antão, em Lisboa. Inicialmente, foi palco de intensos conflitos com os povos indígenas, que resistiam à ocupação portuguesa e à escravização de seus membros. No entanto, as fontes históricas disponíveis são escassas sobre esse período inicial, e o engenho só começa a ter uma presença mais documentada a partir do início do século XVII, quando foi adquirido pelos jesuítas.
Os jesuítas, como parte de sua missão de expansão e consolidação do catolicismo no Brasil, receberam o Engenho de Santana por herança e nele estabeleceu-se um sistema agrário voltado para a produção de açúcar. O controle do engenho pelos religiosos duraria até 1759, quando, em um contexto de centralização do poder por parte da Coroa portuguesa, o Marquês de Pombal ordenaria a expulsão dos jesuítas do Brasil, num movimento que visava enfraquecer a Ordem e seu poder econômico e político no território. Após a expulsão, o engenho foi transferido para a administração de Manoel da Silva Ferreira, um proprietário particular, que intensificaria ainda mais a produção do engenho.
No período posterior à venda, no final do século XVIII, o Engenho de Santana atingiria sua maior escala de produção. Em 1770, a unidade já estava sob a propriedade de Ferreira, e a ampliação de sua capacidade produtiva ficou evidente. O engenho chegou a contar com 300 escravizados, considerando o período em que a sociedade colonial ainda estava se estruturando e a mão de obra escravizada era uma das bases econômicas da produção agrícola.
Estima-se que, por cada trabalhador escravizado, o engenho gerava cerca de meia tonelada de açúcar por ano. Essa elevada produtividade não ocorria de forma espontânea ou sem custos. Para garantir a alta produção e evitar as tensões naturais que surgiam no contexto da escravidão, os senhores de engenho implementavam uma série de estratégias para manter o controle sobre os escravizados e maximizar o lucro.
Uma dessas estratégias envolvia a política de uniões conjugais entre os cativos. Casamentos entre escravizados não apenas garantiam uma continuidade na mão de obra, mas também permitiam um controle mais direto sobre os relacionamentos e as dinâmicas familiares no engenho. Além disso, o fato de que a maioria dos escravizados no Engenho de Santana era composta por indivíduos nascidos no Brasil, conhecidos como crioulos, indicava uma estratégia dos senhores de engenho de garantir uma mão de obra mais adaptada às condições locais, além de reduzir a resistência dos africanos recém-chegados.
Ademais, uma peculiaridade do engenho estava na implementação da chamada "brecha camponesa". Essa estratégia consistia na concessão de pequenos lotes de terra aos escravizados, que poderiam ser utilizados para cultivo de subsistência ou mesmo para abastecer o mercado local. A "brecha" permitia uma concessão limitada de autonomia, mas ao mesmo tempo, funcionava como uma maneira de manter os cativos dependentes e atados à dinâmica da produção do engenho. Esse sistema, embora parecesse oferecer algum grau de liberdade, tinha o efeito de assegurar que os escravizados permanecessem sob vigilância constante, trabalhando tanto para a sobrevivência pessoal quanto para o lucro do proprietário do engenho.
O Engenho de Santana, portanto, exemplifica a complexidade e as tensões da sociedade colonial brasileira. Ao mesmo tempo em que era um centro de produção econômica significativa, era também um local de exploração, resistência e adaptação, onde estratégias de controle social e produtivo eram empregadas de forma implacável para garantir o lucro dos senhores de engenho. As formas de vivência poderiam ser distintas e variadas, é nesse cenário que os escravizados que viviam no engenho exerceram seu ato de revolta, lutando a partir de movimentos com o fim de construir e reconstruir maneiras mais adequadas para seu viver. A rebelião do ano de 1789, ainda acabara se repetindo por mais duas vezes no local, em 1821 e 1828.

## O levante
A revolta escrava de 1789 do engenho de açúcar Santana, se dá de inicio com a morte do feitor, ou também, mestre do açúcar. A grande maioria dos 300 cativos que compunham a mão de obra iniciam a sublevação, com a tomada de ferramentas e dos meios de produção, e uma fuga generalizada para a floresta. Nesse cenário, surge a formação de quilombos aos arredores das propriedades, mantendo-se "levantados" e a paralisação da produção de açúcar por cerca de dois anos.
Mesmo com as inúmeras tentativas de repressão ao movimento dos escravizados, os rebeldes expressaram por meio da elaboração de um "Tratado de Paz", conhecido como “Tratado proposto a Manuel da Silva Ferreira pelos seus escravos durante o tempo em que se conservaram levantados”, contendo clausulas e condições de negociação. Um escrito que tentava cessar o conflito entre cativos e senhor de engenho, pois vinham sofrendo repressões de Manuel desde o inicio da revolta.
Quanto à autoria do documento, há poucas informações concretas. A maioria dos historiadores atribui o texto intitulado como sendo possivelmente redigido por Gregório Luís. Esse escravizado, ao que tudo indica, dominava a leitura e a escrita, habilidades incomuns entre os cativos, mas que muitas vezes estavam presentes entre líderes de insurreições, considerados como escravizados “aculturados”, ou seja, com acesso a saberes restritos ao universo senhorial. O simples fato de o documento ter sido produzido por pessoas escravizadas, exprimindo suas visões, experiências e reivindicações, já confere a essa fonte um valor histórico único.
A segunda fonte histórica relacionada a essa revolta de escravizados é um relato elaborado pelo Ouvidor Geral do Crime, Cláudio José Pereira da Costa. Diferente do primeiro documento, este já apresenta uma perspectiva típica do Estado colonial, ou seja, um olhar mais burocrático e institucional sobre os acontecimentos. Ambos se encontram no arquivo público do Estado da Bahia, em “cartas ao governo 207”. Um ponto importante é que esse manuscrito foi escrito 17 anos depois da revolta, que ocorreu em 1789 — ou seja, apenas em 1806 é que esse registro oficial foi produzido. Tal intervalo de tempo tão longo entre os fatos e a redação do documento nos leva a supor que outros registros e correspondências tenham sido criados ao longo desse período.
Sob a liderança de Gregório Luís, os insurgentes entregaram seus anseios e reivindicações ao patrão. Diante de diversas tentativas de suavizar as contradições evidentes, os crioulos negros (nascidos no Brasil) do Engenho de Santana organizaram-se não com base na solidariedade étnica africana, caso comum em grande parte da Bahia, mas sim motivados por reivindicações ligadas às condições específicas de trabalho.

## Tratado proposto a Manoel da Silva Ferreira pelos seus escravos durante o tempo em que se conservaram levantados
Meu Senhor, nós queremos paz e não queremos guerra; Se meu Senhor também quiser a nossa paz há de ser nesta conformidade, se quiser estar pelo que nós quisermos, a saber:
Em cada uma semana nos há de dar os dias de sesta feira e de Sábado para trabalharmos para nós, não tirando um destes dias por causa de dia Santo.
Para podermos viver nos há de dar Rede, tarrafa e canoas.
Não nos há de obrigar a fazer camboas, nem amariscar, e quando quiser fazer camboas e mariscar mande os seus pretos Minas.
Para o seu sustento tenha Lancha de pescaria, e canoas do alto, e quando quiser comer mariscos mande os seus pretos Minas.
Faça uma barca grande para quando for para Bahia nós metermos as nossas Cargas para não pagarmos fretes.
Na planta de mandioca, os homens queremos que só tenham tarefa de duas mãos e meia, e as mulheres de duas mãos.
A tarefa de farinha há de ser de cinco alqueires rasos, pondo arrancadores bastantes para estes servirem de pendurarem os tapetes.
A tarefa de cana há de ser de cinco mãos, e não de seis, e a dez canas em cada feixe.
No barco há de pôr quatro varas, e um para o Leme, e um no leme puxa muito por nós.
A madeira que se serrar com serra de mão em baixo hão de serrar três, e um em cima.
A medida de lenha há de ser como aqui se praticava, para cada medida um cortador, e uma mulher para carregadeira.
Os atuais Feitores não os queremos, faça eleição de outros com a nossa aprovação.
Nas moendas há de pôr quatro moedeiras, e duas guindas, e uma carcanha.
Em cada uma caldeira há de haver um botador de fogo, e em cada terno de taxas o mesmo, e no dia de Sábado há de haver Irremediavelmente peija no Engenho.
Os marinheiros que andam na Lancha além de camisa de bacta que se lhes dá, hão deter Gibão de bacta, e todo o vestuário necessário.
O canavial de Jabirú o iremos aproveitar por esta vez, e depois há de ficar para pasto, porque não podemos andar tirando canas para entre mangues.
Poderemos plantar nosso arroz onde quisermos, e em qualquer Brejo, sem que para isso peçamos licença, e poderemos cada um tirar jacarandás ou outro qualquer pau, sem darmos parte para isso.
A estar por todos os artigos a cima, e conceder-nos estar sempre de posse da ferramenta, estamos prontos para o servirmos como dantes, porque não queremos seguir os maus costumes dos mais Engenhos.
Poderemos brincar, folgar, e cantar em todos os tempos que quisermos sem que nos empeça e nem seja preciso licença.

## Objetivos
Em geral, o documento está organizado em 21 cláusulas no total. Destas, cinco tratam de exigências relacionadas à produção do açúcar, incluindo a paralisação do funcionamento do engenho aos sábados. Outras sete cláusulas abordam as diversas tarefas impostas aos cativos, como o corte de madeira, o cultivo de mandioca, a coleta de mariscos e o corte de cana. As nove cláusulas restantes dizem respeito a reivindicações por melhores condições de vida e trabalho, além da busca por maior liberdade e autonomia dentro do próprio engenho.
“Meu Senhor, nós queremos paz e não queremos guerra; se meu Senhor também quiser a nossa paz, há de ser nesta conformidade, se quiser estar pelo que nós quisermos a saber.” Este trecho revela claramente o engajamento dos escravos do Engenho de Santana na negociação com o proprietário Manoel da Silva Ferreira, em 1789. Desde o início, eles usam termos firmes, demonstrando que, embora desejem um acordo pacífico, não hesitam em mostrar sua determinação. A invocação de “Meu Senhor” não é apenas uma cortesia; indica reconhecimento do poder de Manuel, mas também pode ser vista como estratégia para tornar o diálogo possível. Ao mesmo tempo, o tom sugere que, caso suas condições não sejam atendidas, estão dispostos a pressionar, usando da violência para conquistar aquilo a que acreditam ter direito.
Os escravizados exigiam a concessão dos dias de sexta-feira e sábado para realizarem trabalhos em benefício próprio, sem que esses dias fossem descontados devido a feriados religiosos. Essa demanda evidenciava a importância desses dias para a autonomia e sustento da comunidade escrava. Além disso, reivindicavam o fornecimento de instrumentos de pesca, como redes, tarrafas e canoas, para complementar sua alimentação.
Ao mesmo tempo, rejeitavam a obrigação de realizar atividades como "camboas" e "amariscar", consideradas desgastantes ou humilhantes, e propunham que essas tarefas fossem designadas aos escravizados "pretos Minas". Sendo perceptível como demonstram uma certa diferença em relação a estes escravos provenientes da África Ocidental, na Costa da Mina, localidade que forneceu cativos para o trabalho de extração de ouro, e na renovação das exportações agrícolas no recôncavo baiano e a comarca de Ilhéus.
Os escravizados não se limitavam ao cultivo da cana; eles também produziam gêneros de subsistência, como a farinha de mandioca, que era um alimento básico na colônia. O documento revela que eles se envolviam na comercialização de seus produtos, indicando que possuíam um certo grau de autonomia econômica e acesso a recursos. Essa atividade comercial, embora limitada pelo sistema escravista, demonstrava a capacidade dos escravizados de buscar alternativas para melhorar suas condições de vida e participar da dinâmica econômica da colônia.
Na parte final do tratado, os cativos apresentaram suas últimas exigências ao senhor Manoel da Silva Ferreira. Eles pediam a posse das ferramentas de trabalho, o direito de eleger os feitores e maior autonomia na organização da produção, revelando um caráter quase revolucionário, ao desafiar os limites tradicionais do regime escravista. Mesmo reconhecendo a autoridade do senhor com expressões como “meu senhor”, os revoltosos deixaram claro que só retomariam o trabalho sob suas próprias condições, mostrando consciência de sua importância econômica no engenho.
Com o objetivo de rejeitar os “maus costumes” de outros engenhos, introduzindo uma forma de escravidão mais justa, com menos abusos. O documento também evidencia o desejo por momentos de lazer e celebração cultural, incluindo cantos, danças e práticas religiosas de matriz africana. Apesar de serem majoritariamente crioulos (nascidos no Brasil), rejeitando alianças com africanos da Costa da Mina, os escravizados mantinham tradições culturais, como mais tarde representadas pela figura de Inês Maria Figueiredo Mejigã), símbolo da memória africana no Santana. O tratado mostra não apenas a luta por melhores condições de trabalho, mas também a tentativa dos escravizados de reestruturar as relações sociais dentro do engenho.

## Consequências
O nível de organização e mobilização dos escravizados foi encarado como uma ameaça inaceitável pelo senhor do engenho. Embora tenha simulado concordar com os termos propostos e aparentado aceitar uma forma mais branda de escravidão, sua resposta real veio logo depois: aproveitou a primeira chance para sufocar a revolta. Aqueles que não conseguiram escapar para os quilombos ou matas do sertão baiano foram presos ou vendidos para o Maranhão. Assim, a tentativa dos cativos de conquistar maior autonomia dentro do sistema escravista acabou sendo brutalmente interrompida.
Os escravizados solicitaram a presença do juiz do distrito para mediar as negociações e aceitaram, temporariamente, cumprir ordens do senhor, como buscar mantimentos, possivelmente como parte de um acordo ainda em construção. Apesar das aparências de acordo, Manoel usou as negociações como estratégia para retomar o controle. Com apoio do capitão das ordenanças de Belmonte, ele mandou prender os principais líderes da revolta, incluindo Gregório, e dispersou os demais escravizados.
O relato mais detalhado desse episódio encontra-se no manuscrito do ouvidor-geral do crime, Claudio José Pereira da Costa. No entanto, esse documento reflete fortemente o ponto de vista do senhor de engenho, com pouca representação da voz dos escravizados, mesmo sendo Gregório o peticionário do processo. A petição pedia o início formal de uma investigação, mas, mesmo após 17 anos, não se sabe se houve conclusão. A morosidade institucional e a parcialidade da documentação revelam os limites enfrentados pelos cativos para reivindicar seus direitos dentro da estrutura legal da colônia.
Apesar da repressão e do restabelecimento do controle do Engenho de Santana por Manoel da Silva Ferreira após a revolta de 1789, os efeitos da mobilização escrava foram duradouros. O levante instaurou uma nova dinâmica entre senhores e cativos, marcada por tensões e reposicionamentos que se refletiram em eventos posteriores. Nos primeiros anos do século XIX, entre 1821 e 1828, novas rebeliões e formas de resistência voltaram a eclodir na mesma propriedade, demonstrando a persistência de uma tradição de contestação e reivindicação.
Esses movimentos posteriores, ainda que protagonizados por uma nova geração, herdaram valores, estratégias e vínculos comunitários da revolta anterior, incluindo laços familiares entre participantes. O engenho, mais do que um espaço de exploração, abrigava uma coletividade coesa, que buscava não apenas sobreviver, mas também conquistar melhores condições de vida e autonomia.
O Tratado de Paz proposto em 1789 não foi um simples registro de submissão, mas uma tentativa articulada de transformação das condições de trabalho e de organização do engenho. Por meio da negociação, os cativos expressaram demandas materiais, culturais e políticas, como o direito à produção própria, à escolha de feitores e à intervenção nos assuntos administrativos. Essas ações revelam como a negociação, mesmo sob a escravidão, foi empregada como uma forma estratégica de resistência e atuação política. Desse modo, a história do Engenho de Santana ilustra como a luta escrava no Brasil colonial ultrapassava a rebeldia aberta: ela também se manifestava no uso consciente de instrumentos jurídicos, na construção de alianças, e na afirmação de identidades e projetos coletivos.